# Látható spektrum

Az emberi szem által látható fény helye az elektromágneses spektrumban

A látható spektrum (vagy látható fény) az elektromágneses spektrumnak az a része, amit az emberi szem érzékelni tud. Hétköznapi értelemben gyakran fénynek nevezik.
Az emberi szem a 380 és 750 nanométer hullámhosszak közé eső elektromágneses sugárzást érzékeli. Ez frekvenciaértékekben 790-400 terahertz (THz).
Az emberi szem, pontosabban az agy által érzékelhető összes szín több mint a látható spektrum, mivel az emberi szem által érzékelhető színek között szerepelnek a színek keveredéséből előállók is, mint például a lila vagy a rózsaszín.

Az elektromágneses hullámok elnyelődése a földi légkörben. A barna sáv vastagsága arányos az elnyelődéssel (átlátszatlansággal). A légkör csak a fényhullámokat (szivárvány színben) és a rádióhullámokat engedi át

A világűrben előforduló elektromágneses sugárzások többségét a földi légkör kiszűri (elnyeli), csak két hullámhossz tartományt: a látható fényt és a rádiósugárzást engedi át. A Föld felszínére eljutó előbbi sugárzástartomány, a látható spektrum (azaz a fény) energiájának hasznosításával jött létre a fotoszintézis és vele a földi élet, és logikus módon az evolúció során is erre a hullámhossz tartományra lett érzékeny az emberi szem, és optimalizálódott a színlátásunk, ezért a napból érkező teljes látható spektrumot semleges fehérként érzékeljük.
A látható fény hullámhosszainál kicsivel hosszabb hullámhosszak neve „közeli infravörös”, míg a kissé kisebb hullámhosszaké „közeli ultraibolya”.
Sok állatfaj képes az emberi látásnál szélesebb spektrumban látni; például a házi méh elsősorban az ultraviola tartományban számára megjelenő „színek” és mintázatok alapján ismeri fel az egyes virágokat – ezeket a tartományokat azonban nem soroljuk a látható spektrumhoz, annak ellenére, hogy bizonyos állatfajok számára érzékelhetőek.